# Serhij Smelyk
Serhij Volodymyrovyč Smelyk (in ucraino Смелик Володимирович Сергій?; Krasnodon, 19 aprile 1987) è un velocista ucraino, medaglia di bronzo nei 200 metri piani agli Europei di Zurigo 2014.

## Biografia
Il 12 giugno 2021, migliora con la squadra ucraina il record nazionale della staffetta 4×100 m in 38"51 a Erzurum, Turchia, città in altura dove aveva battuto il primato personale dei 100 m, con 10"10 (+0,9 m/s), il 12 giugno 2016. 

## Palmarès
| Anno | Manifestazione  | Sede           | Evento      | Risultato  | Prestazione | Note                                     |
| ---- | --------------- | -------------- | ----------- | ---------- | ----------- | ---------------------------------------- |
| 2012 | Europei         | Helsinki       | 100 m piani | 5º         | 10"34       |                                          |
| 2012 | Europei         | Helsinki       | 200 m piani | Batteria   | dq          |                                          |
| 2012 | Giochi olimpici | Londra         | 200 m piani | Batteria   | 20"65       |                                          |
| 2013 | Universiadi     | Kazan'         | 100 m piani | 4º         | 10"21       | Record nazionale                         |
| 2013 | Universiadi     | Kazan'         | 4×100 m     | Oro        | 38"56       |                                          |
| 2013 | Mondiali        | Mosca          | 200 m piani | Semifinale | 20"42       | Miglior prestazione personale            |
| 2013 | Mondiali        | Mosca          | 4×100 m     | Batteria   | 38"57       |                                          |
| 2014 | World Relays    | Nassau         | 4×100 m     | 9º         | 38"53       | Record nazionale                         |
| 2014 | Europei         | Zurigo         | 200 m piani | Bronzo     | 20"30       | Miglior prestazione personale            |
| 2014 | Europei         | Zurigo         | 4×100 m     | Batteria   | 39"03       |                                          |
| 2015 | Mondiali        | Pechino        | 200 m piani | Batteria   | 20"60       |                                          |
| 2015 | Mondiali        | Pechino        | 4×100 m     | Batteria   | 38"79       |                                          |
| 2016 | Europei         | Amsterdam      | 200 m piani | Semifinale | 20"76       |                                          |
| 2016 | Giochi olimpici | Rio de Janeiro | 200 m piani | Batteria   | 20"66       |                                          |
| 2017 | Mondiali        | Londra         | 200 m piani | Batteria   | 20"58       |                                          |
| 2018 | Europei         | Berlino        | 200 m piani | Semifinale | 20"54       |                                          |
| 2018 | Europei         | Berlino        | 4×100 m     | 5º         | 38"71       | Miglior prestazione personale stagionale |
| 2019 | World Relays    | Yokohama       | 4×100 m     | Batteria   | 38"84       |                                          |
| 2019 | Mondiali        | Doha           | 200 m piani | Semifinale | 20"55       |                                          |
| 2021 | World Relays    | Chorzów        | 4×100 m     | Batteria   | 39"06       |                                          |
| 2021 | Giochi olimpici | Tokyo          | 200 m piani | Batteria   | 20"53       | Miglior prestazione personale stagionale |
| 2022 | Europei         | Monaco         | 4×100 m     | Batteria   | 39"62       |                                          |